# Omiero
El omiero es un brebaje hecho a partir de hierbas con propiedades sanativas que corresponden a los denominados orishas del panteón yoruba.
Estas hierbas previamente se despojan y se reza el signo se Ifá Irete sukankola para otorgarle el "ashe" (poder) del Sacerdote oficiante (en el caso de que sea una consagración de Ifá), Los Babalorisas, Yyalorisas también elaboran el omiero con patrones parecidos, sin rezar el signo de Ifá antes mencionado. Es revitalizador dado a las sustancias fitoterapeúticas propias de cada planta usada y la energía otorgada por el orisha dueño de cada planta. En ocasiones se han usado hasta treinta plantas aunque no es lo habitual, lo más normal es en número de dieciséis. Este líquido es de uso común en las religiones de las culturas negroides gestadas en África, en los pueblos de habla Yoruba y de igual designación étnica.

## Usos
Todas las ceremonias de iniciación en el culto Osha/Ifá requieren el uso del Omiero.
El Omiero para la iniciación del asiento, es elaborado con hierbas de fundamento y otros ingredientes. Este líquido sagrado es usado para bañar al Iyawó o iniciado durante la ceremonia, lavar los Otán (piedras) consagrados a los Orishas (las deidades en la Regla Osha) y los caracoles (cauris), collares, pulseras (idés) y  para beber.
A las plantas existente en la naturaleza, por sus características y propiedades, se les han atribuido cualidades mágicas y han sido asociadas a determinados Orishas. Este Omiero, aparte de lo ya mencionado, se usa en algunas ocasiones también para darse baños de purificación, y para refrescar la cabeza, en el lavado de las representaciones físicas de los Orishas, el aseo de la casa o negocio, la limpia de herramientas religiosas, etc.

## Tipos
Cada Orisha tiene sus plantas; por lo tanto, cuando se va a hacer el "lavatorio" de las "otanes", "elekes", "cauries", "inkines" de cada Orisha en particular, su omiero debe ser de sus hierbas y no de otras, pues resulta un sacrilegio debido a que hay hierbas que representan tabú para uno u otro Orisha. Cabe señalar que hay hierbas que sirven para distintos divinidades.
Destacan el Omiero de:
1. Orunmila
2. Azowano
3. Juramento de Aña
4. Jimaguas(Ibeyis)
5. Obatala
6. Ochun
7. Odduduwa
8. Oggún
9. Orisha Oko
10. Orumila y Orun
11. Oshosi y Osun
12. Oyá y Shangó
13. Yemayá

## Preparación
La elaboración del Omiero, esto es: el uso de las diferentes hierbas que lo componen, los elementos que lo complementan, "suyeres" (o cantos dedicados principalmente a Ozain, deidad Orisha dueño de todas las hierbas, Orunmila u Orishas, según de quien se tratare) y los rituales con los que se consagra, no suele ser muy divulgados entre aquellos que ajenos a la Regla Osha/Ifá, sin embargo, hay quienes de una manera irreverente, se han dedicado,a modo de obtener dividendo, de divulgar algún que otro secreto. De cualquier modo, la falta de cualquiera de los aspectos arriba mencionados provocan que el omiero o líquido revotalizador no funcione. 
Otro requisito para su elaboración es que sólo puede ser preparado por Sacerdotes, nivel superior dentro de la estructura jerárquica en la Regla Osha/Ifá, y que su consagración misma debe hacerse con mucho esmero, respeto y dedicación durante horas.
Entre los elementos que complementan el omiero figuran el agua de lluvia, río o mar, y agua bendita, aguardiente, miel, cascarilla, manteca de corojo, manteca de cacao, brasas de carbón, etc.
- Datos: Q6050637